# 三桥路街道
三桥路街道是中华人民共和国贵州省貴陽市云岩区下辖的一个街道办事处。

## 行政区划
三桥路街道下辖以下村级行政区划单位：
北路社区、白云社区、改茶社区、新街社区、恒大名都社区、檀溪谷社区、圣泉社区、帝景社区。